# پترا کلوسوا
پترا کلوسوا (به انگلیسی: Petra Klosová) (زادهٔ ۱۶ آوریل ۱۹۸۶) شناگر اهل جمهوری چک است.